# Периайоки (приток Шуи)
Периайоки — река в России, протекает по территории Пряжинского района Карелии. Берёт своё начало из озера Мюзилампи, устье реки находится в 111,2 км от устья Шуи по правому берегу. Длина реки — 12 км, площадь водосборного бассейна — 42,8 км².

## Данные водного реестра
По данным государственного водного реестра России относится к Балтийскому бассейновому округу, водохозяйственный участок реки — Шуя, речной подбассейн реки — Свирь (включая реки бассейна Онежского озера). Относится к речному бассейну реки Нева (включая бассейны рек Онежского и Ладожского озера).